# Then Came You (filme de 2020)
Then Came You é uma comédia romântica americana de 2020 dirigida por Adriana Trigiani, com roteiro de Kathie Lee Gifford. É estrelado por Craig Ferguson, Gifford, Ford Kiernan, Phyllida Law e Elizabeth Hurley.
O filme foi lançado nos cinemas dos Estados Unidos em 30 de setembro de 2020, pela Vertical Entertainment.

## Resumo
Annabelle é uma viúva solitária, que planeja uma viagem ao redor do mundo, com as cinzas do marido, para visitar os lugares que amavam no cinema. Um dia, ela chega à pousada em Loch Lomond, dirigida pelo escocês Howard. Eles se encontram e suas vidas mudam para sempre com uma segunda chance no amor.

## Elenco
- Craig Ferguson como Howard
- Kathie Lee Gifford como Annabelle
- Ford Kiernan como Gavin
- Phyllida Law como Arlene
- Elizabeth Hurley como Clare

## Produção
Em maio de 2018, foi anunciado que Kathie Lee Gifford e Craig Ferguson se juntaram ao elenco do filme, com Adriana Trigiani dirigindo um roteiro de Gifford. Brett James compôs a música original para o filme com letras escritas por Gifford, com a música tema sendo intitulada "Love Me to Death", cantada por Gifford.
A fotografia principal começou em junho de 2018.

## Lançamento
Em setembro de 2020, a Vertical Entertainment adquiriu os direitos de distribuição do filme e definiu-o para 30 de setembro de 2020, um lançamento teatral de uma noite, antes do lançamento digital lançado em 2 de outubro de 2020.

## Recepção
No Rotten Tomatoes, o filme tem um índice de aprovação de 33% com base em resenhas de 6 críticos.